# My Method
My Method ist ein englischsprachiger, deutscher Kurzfilm von Kaze Uzumaki.

## Handlung
Tetsuo ist ein aufstrebender Schauspieler, der durch seine intensive Form des Method Actings Ruhm erlangt. Er ist so sehr auf die Perfektion seines Berufs fokussiert und nimmt die Kunst so schädlich ernst, dass er seinen moralischen Kompass völlig verloren hat. Seines Erachtens ist Schauspielerei nur dann authentisch, wenn man in die Rolle schlüpft, die man darzustellen versucht, und die Schauspielform des Method Actings ermöglicht es Schauspielern, tiefer in ihre Rollen zu schlüpfen und diese somit glaubhafter darzustellen.
Bei einem Casting trifft Tetsuo auf Dafina, eine alte Schauspielkollegin von der Schauspielschule, die ihn bittet, ihr zu zeigen, wie er es schafft, jedes Casting zu gewinnen, zu dem er geht. Tetsuo entscheidet sich Dafina zu helfen und zwingt sie in eine Situation, der sie nicht ohne ein Opfer zu bringen entkommen kann.

## Auszeichnungen
Alternative Film Festival (AltFF)
- Auszeichnung mit dem Best Actor in a Short Film Award für Kaze Uzumaki (2023)[6]

Anatolian Film Awards (AFA)
- Auszeichnung mit dem Best First time Director Award für Kaze Uzumaki (2023)
- Auszeichnung mit dem Best Picture Short Film Award für My Method (2023)
- Auszeichnung mit dem Best Thriller Short Film Award für My Method (2023)[7]

Best Actor & Director Awards - New York
- Auszeichnung mit dem Best Actor in a Thriller für Kaze Uzumaki (2023)
- Auszeichnung mit dem Best 1st Time Director of a Short für Kaze Uzumaki (2023)[8]

Cinema Cappuccino
- Auszeichnung mit dem Best Lead Actor in a Short Award für Kaze Uzumaki (2023)[9]

Cine Paris Film Festival
- Auszeichnung mit dem Best Actor in a Short Film Award für Kaze Uzumaki (2023)[10]

Cine Sepia Reels Carnival
- Auszeichnung mit dem Best Short Film Award für My Method (2023)[11]

Cult Critic Movie Awards
- Auszeichnung mit dem Best Short Film Award für My Method (2023)[12]

David Festival Turkey
- Auszeichnung mit dem Best Actor Award für Kaze Uzumaki (2023)
- Auszeichnung mit dem Best Short Film Award für My Method (2023)[13]

Diversity Film Festival & Table Read Screenplays
- Auszeichnung mit dem Best Cinematography Award für Konstantin Freyer (2023)[14]

Dreamz Catcher International Film Festival
- Auszeichnung mit dem Best Short Film Award für My Method (2023)[15]

Fastidious International Film Festival
- Auszeichnung mit dem Best Narrative Film Award für My Method (2023)
- Auszeichnung mit dem Best Drama Award für My Method (2023)
- Auszeichnung mit dem Best Actor Award für Kaze Uzumaki (2023)
- Auszeichnung mit dem Best Actress Award für Marta Shkop (2023)
- Auszeichnung mit dem Best Duo Award für Kaze Uzumaki & Marta Shkop (2023)[16]

Golden Lion International Film Festival (GLIFF)
- Auszeichnung mit dem Best International Short Film Award für My Method (2023)[17]

Hong Kong International Film Carnival
- Auszeichnung mit dem Best Debut Filmmaker Outstanding Achievement Award für Kaze Uzumaki (2023)
- Auszeichnung mit dem Best Short Film Critical Choice Award für My Method (2023)[18]

International New York Film Festival
- Auszeichnung mit dem Best International Short Film Award für My Method (2023)[19]

2 11 17 International Film Festival
- Auszeichnung mit dem Best Short Film Award für My Method (2023)[20]

8 And Half Film Awards
- Auszeichnung mit dem Best Indie Narrative Short Film Award für My Method (2023)
- Auszeichnung mit dem Best Casting Director Award für Kaze Uzumaki, Michael David Pate & Marta Shkop (2023)[21]

4th Dimension Independent Film Festival
- Auszeichnung mit dem Best Short Film Award für My Method (2023)[22]

Israel Brief Encounters Film Festival (IBEIFF)
- Auszeichnung mit dem Best International Short Film Award für My Method (2023)[23]

Krimson Horyzon International Film Festival
- Auszeichnung mit dem Best Negative Role Award für Kaze Uzumaki (2023)
- Auszeichnung mit dem Best First Time Filmmaker’s Phenomenal Attainment Award für Kaze Uzumaki (2023)
- Auszeichnung mit dem Best Short Film Award für My Method (2023)[24]

Mabig Film Festival
- Auszeichnung mit dem Best Short Film Award für My Method (2023)
- Auszeichnung mit dem Best Director Award für Kaze Uzumaki (2023)[25]

New York International Film Awards (NYIFA)
- Auszeichnung mit dem Best 1st Time Director Award für Kaze Uzumaki (2023)[26]

Stockholm City Film Festival
- Auszeichnung mit dem Best Actress Award für Marta Shkop (2023)[27]

Sweden Film Awards (SFA)
- Auszeichnung mit dem Best Short Film Award für My Method (2023)[28]

The Grand Cine Carnival Maldives (TGCCM)
- Auszeichnung mit dem Best Debut Filmmaker Award für Kaze Uzumaki (2023)[29]

The Great Britain Silver Screen Awards (WFCN)
- Auszeichnung mit dem Best Short Film Award für My Method (2023)[30]

Top Shorts Film Festival
- Auszeichnung mit dem Best Actress Honorable Mention für Marta Shkop (2023)
- Auszeichnung mit dem Best Drama Award für My Method (2023)[31]

World Independent Cinema Awards Los Angeles (WICA)
- Auszeichnung mit dem Best Actor in a Short Film Award für Kaze Uzumaki (2023)
- Auszeichnung mit dem Best Director of a Foreign Short Film Award für Kaze Uzumaki (2023)
- Auszeichnung mit dem Best Short Foreign Film Award für My Method (2023)[32]

Venus Community Awards
- Auszeichnung mit dem Best of the Year Award für My Method  beim 8th Venus Community(2023)

Dhaka International Cultural Film Festival
- Auszeichnung mit dem Best Short Film Award für My Method (2023)[33]

Calcutta International Cult Film Festival (CICFF)
- Auszeichnung mit dem Critics Choice Award für My Method (2023)[34]

Dubai International Cine Carnival (DICC)
- Auszeichnung mit dem Outstanding Achievement Award für My Method (2023)[35]

Phuket International Film Festival (PIFF)
- Auszeichnung mit dem Outstanding Achievement Award für My Method (2023)[36]

Paris Cine Fiesta
- Auszeichnung mit dem Debut Filmmaker Critics Choice Award für Kaze Uzumaki (2023)
- Auszeichnung mit dem Outstanding Achievement Award für My Method (2023)[37]

Cannes World Film Festival
- Nominiert für dem Best Short Film Award für My Method (Finalist) (2023)
- Nominiert für dem Best Acting Debut Award für Kaze Uzumaki (Finalist) (2023)[38]